# 喬治·彭伯
喬治·彭伯（英語：George Hawkins Pember，1837年—1910年），英国弟兄会的解经家，寫下了許多关于圣经预言的著作。
1856年，彭伯进入剑桥大学学习古典课程，获得学士学位，1863年又获得硕士学位。在成为基督徒之后，他出版了许多著作。
在他的名著《地的最早时期》（Earth's Earliest Ages）中，彭伯从圣经的记载推论，在创世记一章一节与二节之间有一段很长的“间隙期”。在原初的创造以后的某一个时候，撒但与堕落的天使背叛了神。在亚当以前的时期内，在地上曾有一些有灵的活物生存，这些活物也参与了撒但的背叛。因此，撒但、堕落的天使，以及这些活物都受到了审判。“荒废”、“空虚”两字同时出现，指明审判的结果。